# Placé

Placé este o comună în departamentul Mayenne, Franța. În 2009 avea o populație de 332 de locuitori.